# Новая ратуша (Прага)
Новая ратуша (чеш. Nová radnice) — центральное административное здание Праги, расположенное в Старом городе на Марианской площади. С 1945 года она является резиденцией городской администрации, Пражского городского совета, Пражского городского собрания и приматора (мэра) Праги. В здании есть кабинеты, конференц-залы, официальные резиденции мэра и других городских властей.

## История
До 1798 года на этом месте стояла романская церковь. В 1904 году городской совет объявил конкурс на проект новой Ратуши. В 1906 году победителем был объявлен архитектор Освальд Поливка. Здание Новой ратуши было построено в 1908 — 1911 годах по планам Поливки в стиле модерн. Во время строительства было внесено несколько изменений в первоначальный проект, когда стало ясно, что площадь пола необходимо увеличить, а король-император также высказал свой взгляд на дизайн.

## Описание
Новая ратуша находится на Марианской площади напротив Клементинума. Здание украшено скульптурами и рельефами Станислава Сухарды, Йозефа Маржатки и Ладислава Шалоуна. Скульптуры Шалоуна находятся по углам здания.
Здание, которое предназначалось для налоговой и финансовой конторы, было оборудовано очень современными в то время лифтами типа «патерностер» (лифт непрерывного действия). Было два лифта, спроектированных Джоном Прокопеком, которые включали функции безопасности и позволяли лифтам работать на более высоких скоростях, при этом в каждом из двенадцати кабинок было место для двух человек. Ядром здания был холл на первом этаже с люстрами и прозрачной крышей Франты Аниж. С 1970-х годов был только один подъёмник, датируемый тем десятилетием. Этот лифт по-прежнему охватывает четыре этажа, но теперь в нём тринадцать кабинок.
На стене парадной лестницы, ведущей в актовый зал, установлена мемориальная доска Миладе Гораковой работы скульптора Ярославы Лукешовой. Горакова была городским политиком. Она выступала против нацистов и коммунистов. В 1952 году коммунисты её казнили после показательного процесса.
Новая ратуша является резиденцией местного правительства. Помимо мэра города Праги, здесь также проводят свои заседания члены городского совета и некоторых департаментов.

## Галерея

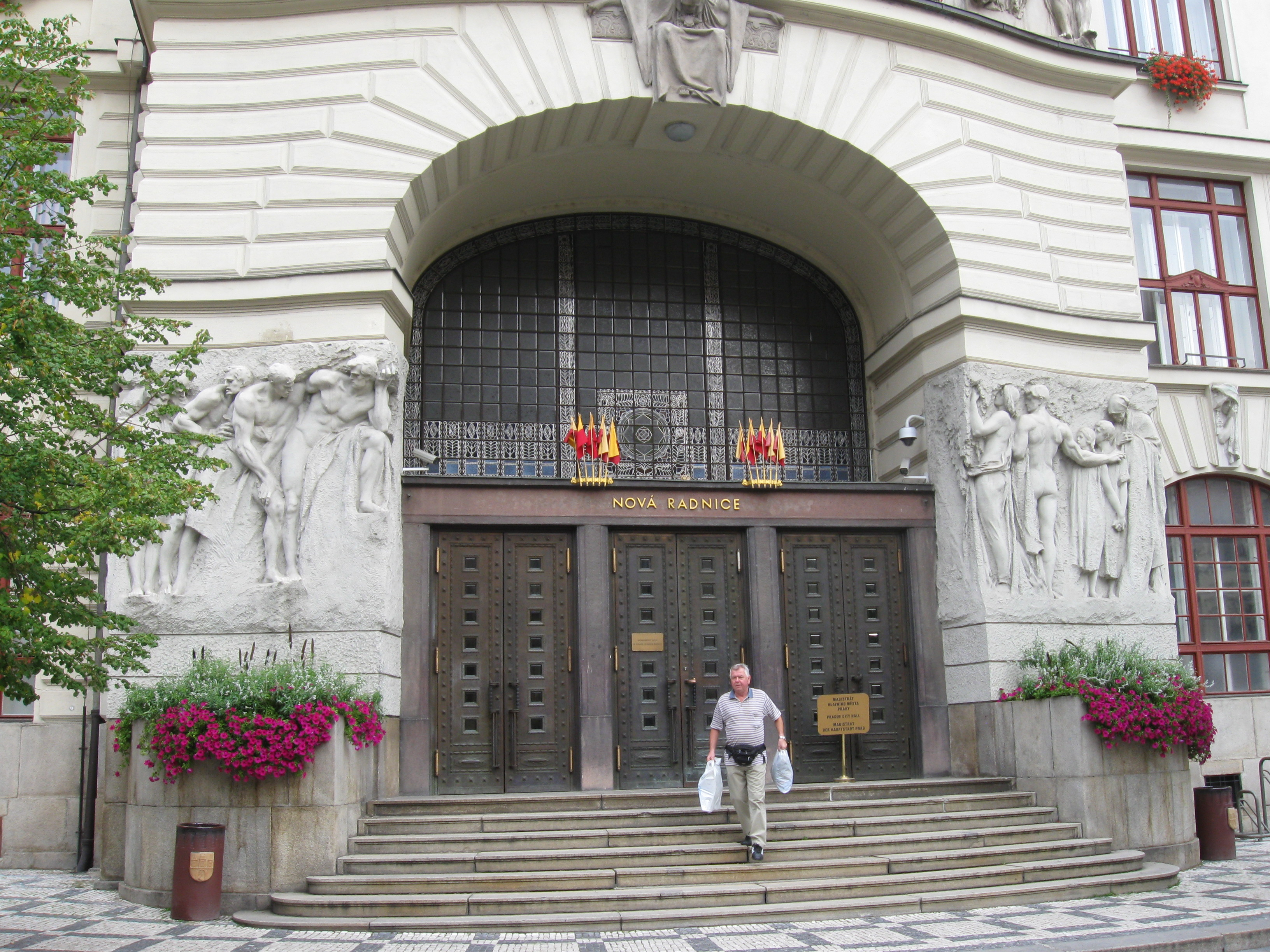
Порог со скульптурными группами по бокам Станислава Сухарды
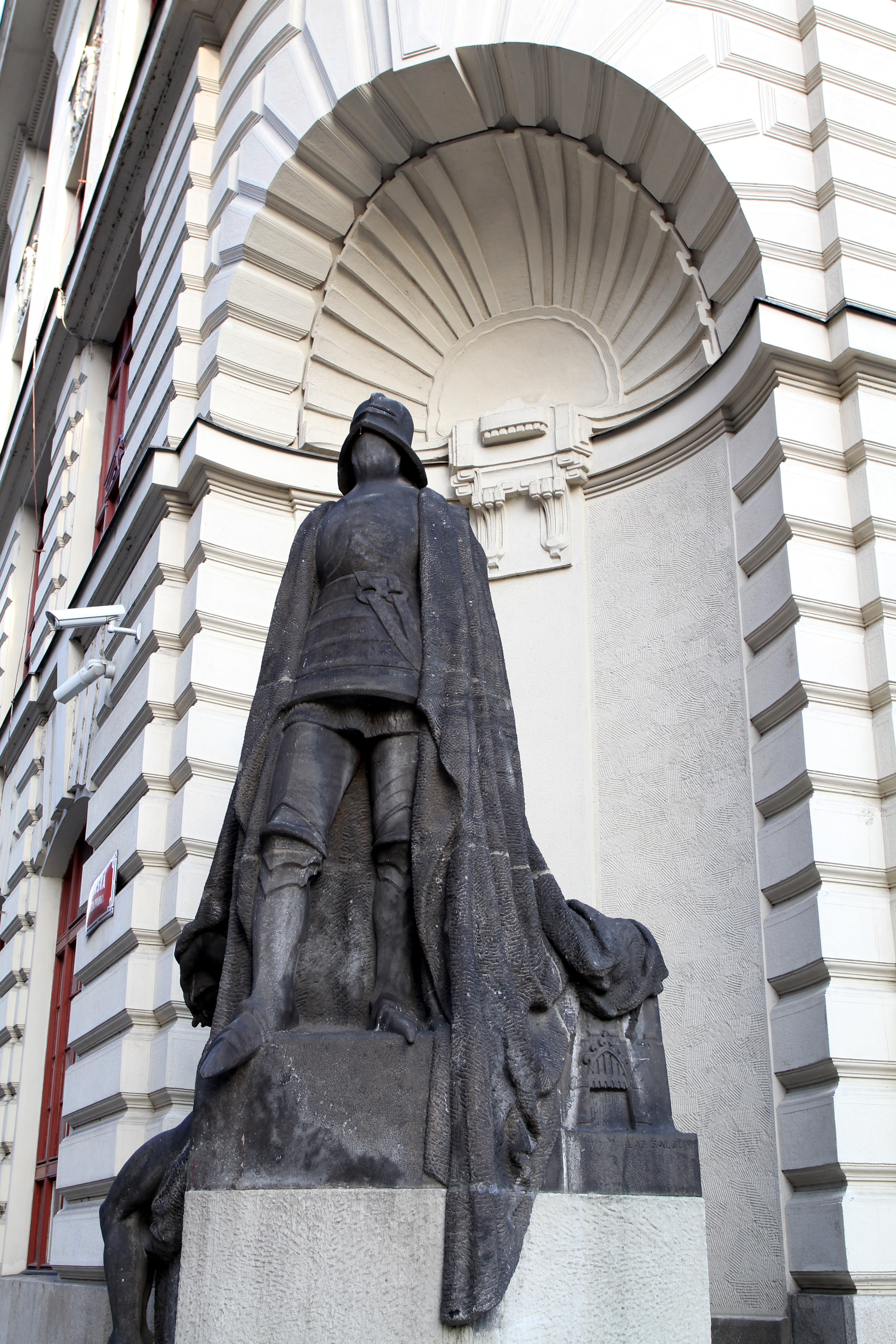
«Железный рыцарь» скульптора Ладислава Шалоуна.
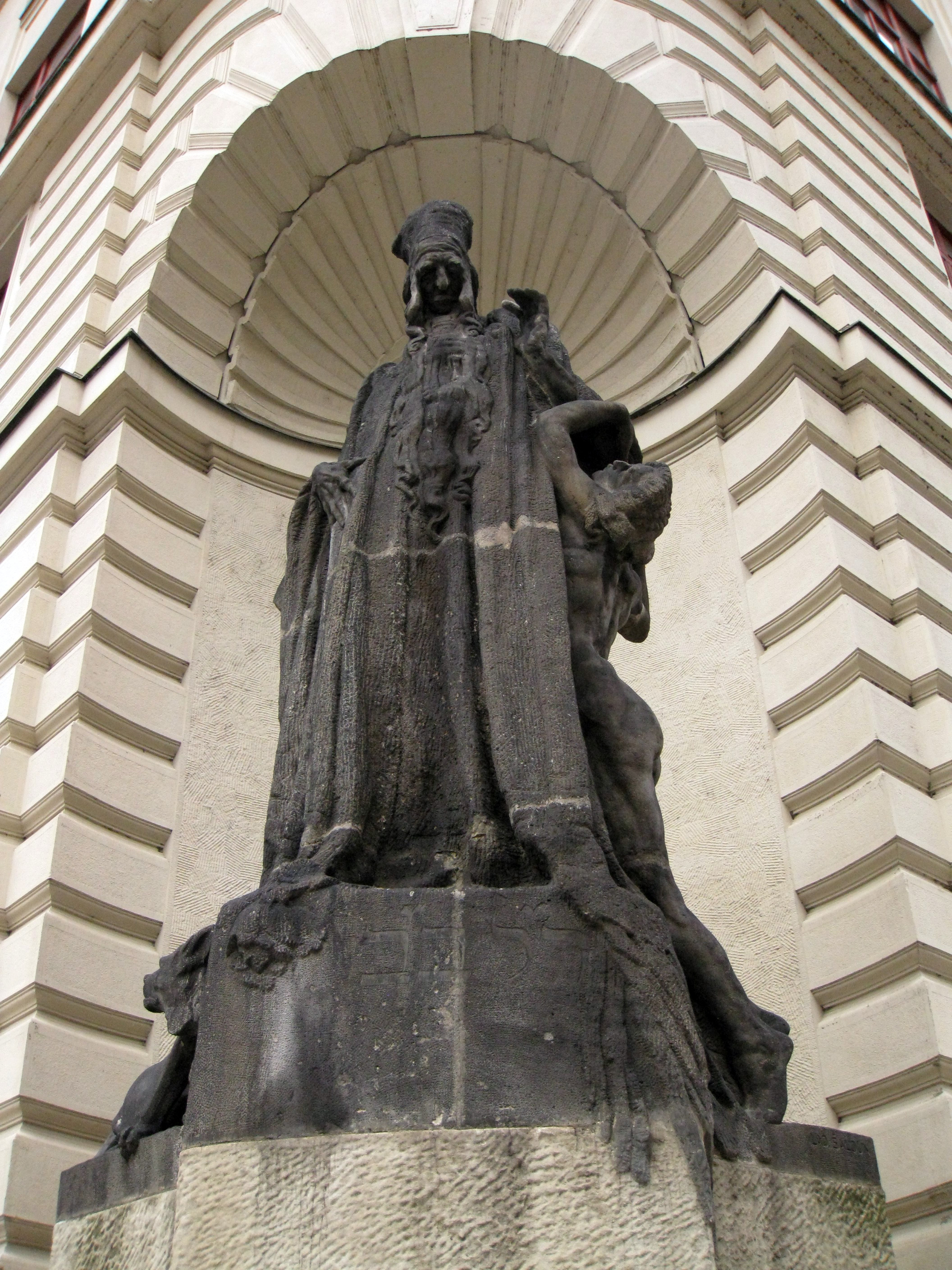
Махараль из Праги, скульптор Ладислав Шалоун.
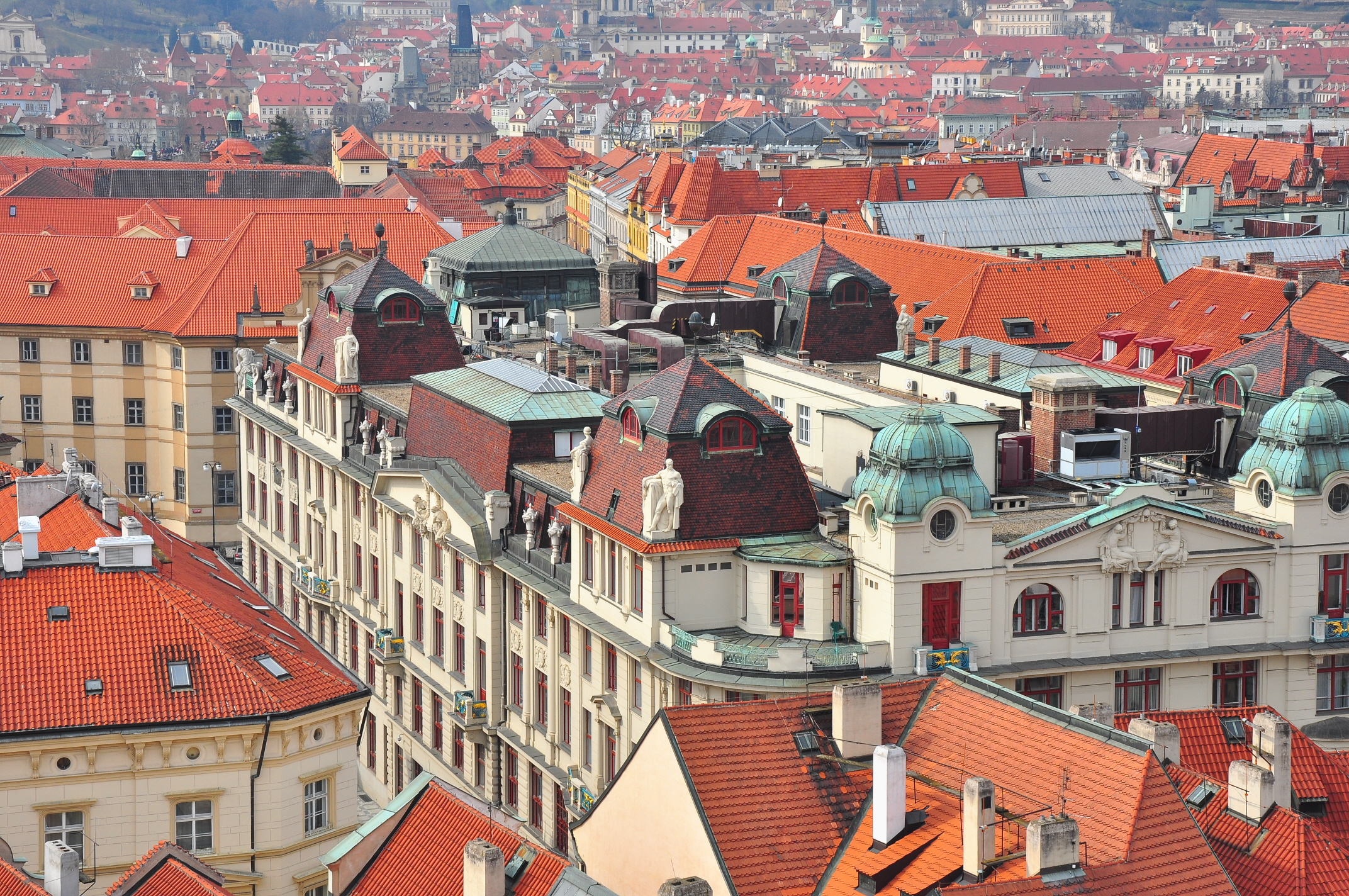
Новая ратуша в общей панораме Старого города.